# Cebus cesarae
Cebus cesarae (лат.) — вид приматов семейства цепкохвостых обезьян, обитающих в Южной Америке.

## Классификация
Ранее считался подвидом белолобого капуцина (C. albifrons). Генетические исследования, проведённые в 2012 году показали, что этот подвид ближе к обыкновенному капуцину (C. capucinus), чем к C. albifrons, после чего некоторые авторы классифицировали его как C. versicolor cesarae.

## Описание
Шерсть светлее, чем у родственных видов. Длина тела самцов от 30,8 до 40,7 см, хвоста от 41,9 до 49,5 см. Длина тела самок от 35,3 до 38,5 см, хвоста от 46,1 до 50 см.

## Распространение
Населяет полулистопадные, галерейные и мангровые леса на севере Колумбии.

## Статус популяции
Международный союз охраны природы присвоил этому виду охранный статус «вымирающий»